# International Council for Industrial and Applied Mathematics
Das International Council for Industrial and Applied Mathematics (ICIAM) ist eine internationale Wissenschaftsgesellschaft, deren Mitglieder mathematische Fachgesellschaften aus der ganzen Welt sind. Derzeit gibt es 21 Vollmitglieder, meist nationale oder überregionale Vereine für Angewandte Mathematik, und 26 assoziierte Mitglieder. In Deutschland ist die Gesellschaft für Angewandte Mathematik und Mechanik (GAMM) ein Vollmitglied und die Deutsche Mathematiker-Vereinigung (DMV) ein assoziiertes Mitglied.
Die Ziele der ICIAM sind die Förderung der industriellen und angewandten Mathematik auf internationaler Ebene und die Vernetzung der Mitglieder. Zur Umsetzung dieser Ziele wird unter anderem alle vier Jahre der International Congress on Industrial and Applied Mathematics (ICIAM Congress) veranstaltet, z. B. die ICIAM 2019 in Valencia.

## Geschichte
Die ICIAM wurde in den 1980er Jahren unter dem Namen Committee for International Conferences on Industrial and Applied Mathematics (CICIAM) gegründet und veranstaltete den ersten Kongress 1987 in Paris. Seit 1999 wird der Name ICIAM geführt. Ebenfalls 1999 wurden erstmals die fünf ICIAM Preise vergeben.
Die nachfolgenden Kongresse fanden statt in Washington D.C. (1991), Hamburg (1995), Edinburgh (1999), Sydney (2003), Zürich (2007), Vancouver (2011), Beijing (2015) und Valencia (2019). Der nächste Kongress wird im August 2023 in Tokyo stattfinden.

## Organisation
Die Geschäfte werden von einem sechsköpfigen Vorstand geleitet. Der derzeitige (Stand November 2019) Präsident ist Ya-xiang Yuan, Generalsekretär ist Sven Leyffer und Schatzmeisterin ist Heike Faßbender aus Braunschweig.

## Preise der ICIAM
Die ICIAM vergibt alle vier Jahre fünf internationale Wissenschaftspreise. Die Preisträger werden im September des Jahres vor der ICIAM-Tagung verkündet, und die Preisverleihung findet in der Eröffnungsveranstaltung der ICIAM-Tagung statt.

### Liste der ICIAM Preise
- Collatz-Preis für Forschende unter 42 Jahre
- Lagrange Prize für Individuen mit herausragender Lebensleistung
- Maxwell Prize für Forschende mit hoher Originalität
- Poineer Prize für Pionierleistung in der Umsetzung von Mathematik in Industrieforschung
- Su Buchin Prize für herausragende mathematische Beiträge zur Entwicklung der Gesellschaft